# Тиханова, Анастасия Васильевна
Анастасия Васильевна Тиханова (род. 16 августа 1993, Москва) — российская гребчиха, двукратный призёр чемпионатов мира, двукратная чемпионка Европы.

## Биография
Бронзовая призёрка чемпионата мира 2017 года (Сарасота) в составе женской четвёрки без рулевого с Еленой Орябинской, Екатериной Потаповой и Алевтиной Савкиной.
Бронзовая призёрка чемпионата мира 2018 года (Пловдив) в составе женской четвёрки без рулевого с Еленой Орябинской, Екатериной Потаповой, Екатериной Севостьяновой.
Дважды чемпионка Европы по академической гребле  2015 г.(Познань) и 2018 г.( Глазго).
Бронзовый призёр (2013, 2017, 2019,2021.) в соревнованиях восьмёрок.
Вице-чемпион на молодежном чемпионате мира (до 23 лет) 2013 года в австрийском Линце и бронзовый призёр молодёжного чемпионата мира (до 23 лет) 2012 года в литовском Тракае в составе четвёрок без рулевого.
Участница 4 Чемпионатов Мира: 2013 (8-е место), 2014 (5-е место), 2015 (5-е место) и
2019 (8-е место) - в составе экипажа женских восьмерок рульных. (W8+).
Является дочерью серебряных призёров Олимпиады-1988 Василия Тиханова и Ирины Калимбет.